# Enrico Cester
Enrico Cester (Motta di Livenza, 16 marzo 1988) è un pallavolista italiano, centrale della Green Galatone.

## Carriera

### Club
La carriera di Enrico Cester inizia nel 2004, nelle giovanili del Treviso: con la squadra veneta rimane per quattro stagioni, ottenendo qualche apparizione in prima squadra, in Serie A1, nella quale entrerà stabilmente a partire dalla seconda metà della stagione 2007-08.
Nella stagione 2008-09 viene ingaggiato dal Città di Castello, in Serie A2, mentre la stagione successiva, torna nella massima divisione nazionale, giocando per il Loreto: continua a militare nella massima divisione italiana anche nelle tre annate seguenti, vestendo rispettivamente le maglie dell'Umbria di San Giustino, della Top Volley Latina e della neopromossa New Mater di Castellana Grotte. 
Nell'annata 2013-14 veste la maglia della Porto Robur Costa di Ravenna, dove rimane un biennio, sempre in Serie A1, per poi accasarsi nella stagione 2015-16 alla Lube di Treia, club nel quale milita per un quadriennio, vincendo la Coppa Italia 2016-17, due scudetti e la Champions League 2018-19.
Per il campionato 2019-20 si accasa al BluVolley Verona, mentre in quello successivo è alla Callipo. Nella stagione 2021-22 firma per la You Energy, sempre in Superlega, con cui vince la Coppa Italia 2022-23.
Nell'annata 2023-24 è in Serie B alla Green Galatone.

### Nazionale
Nel 2007 viene convocato nella nazionale under 20 italiana. 
Nel 2013 riceve le prime convocazioni in nazionale maggiore.

## Palmarès

### Club
- Campionato italiano: 2

2016-17, 2018-19
- Coppa Italia: 2

2016-17, 2022-23
- Champions League: 1

2018-19